# Centroberyx
Centroberyx – rodzaj ryb z rodziny beryksowatych (Berycidae). Od spokrewnionego z nimi rodzaju Beryx różni je liczba promieni miękkich w płetwie odbytowej (12–17) i liczba łusek w linii bocznej (39–51). Gatunkiem typowym rodzaju jest Centroberyx lineatus.

## Klasyfikacja
Gatunki zaliczane do tego rodzaju:
- Centroberyx affinis – beryks australijski[3]
- Centroberyx australis
- Centroberyx druzhinini
- Centroberyx gerrardi
- Centroberyx lineatus
- Centroberyx rubricaudus
- Centroberyx spinosus